# Maria Teresa Ripoll i Sahagún
Maria Teresa Ripoll y Sahagún (Tarragona 1914-1987) fue una escultora catalana. 

## Biografía
Hija de Salvador Ripoll, profesor de dibujo de la Escuela Municipal de Dibujo y antiguo alumno del Ateneo de Tarragona, dato importante para comprender el interés artístico que impulsó Maria Teresa desde muy pequeña hasta llegar a entrar en 1935 al Taller-Escuela de Pintura y Escultura de la Generalitat de Tarragona, donde recibió formación artística de la mano de maestros como Joan Rebull e Ignasi Mallol. Durante su estancia como alumna del Taller-Escuela adquirió los conocimientos pertinentes a través de asignaturas relacionadas con la técnica del dibujo al natural, el oficio de la pintura, de la escultura y del grabado, además de otras como las matemáticas, la perspectiva y la historia de la cultura. 
Desgraciadamente, Maria Teresa sufrió los años de la Guerra Civil pero, aunque el Taller-Escuela, entre otros muchos edificios, quedó muy malogrado, tanto ella como sus compañeros retomaron la tarea artística en la medida del máximo que se permitía en un tiempo de posguerra. 
Se casó con Abelard Paul Moragas, jefe de la Oficina de Turismo de Tarragona, en 1942. Este hecho es clave en la vida de Maria Teresa, puesto que junto con el Abelard realizó estancias de larga duración en diferentes partes del mundo por razones laborales de su marido, que influyeron en el curso de la obra del artista.

## Obra
La formación artística recibida por Maria Teresa Ripoll se basó en la impartida en el Taller-Escuela, donde había un sistema pedagógico concreto y un programa de enseñanza lógica, en que se restauró el dibujo copiado de lámina y la copia de la escultura del antiguo.
Maria Teresa expuso su obra por primera vez junto a Josep Busquets, Antoni Centellas, Josep Sarobé y Salvador Martorell, en una exposición organizada por Josep Busquets en marzo de 1940 en el Club Deportivo de Valls. En 1944 consiguió una mención honorífica en la Medalla de escultura Julio Antonio con lo obra Nena – retrato de M. Dolors Cerezuela. El mismo año realizó una obra para la iglesia de la Riera, que consta de un conjunto de ángeles colocados sobre la hornacina principal del altar mayor. 
Maria Teresa continuó participando en el concurso Medalla Julio Antonio y en 1946, al presentar el dibujo preparatorio de la figura anteriormente mencionada, la cual la denominó Estudio, ganó la III edición del concurso. Lo mismo se repitió al año siguiente pero, en este caso, obteniendo una mención honorífica por el busto de Antoni Centellas, el cual presentó junto con dos otras obras: Reposo-Estudio y un busto de Lívia García. 
No se cerró en mostrar sus obras solamente en Tarragona, sino que las llevó a otros lugares como Mallorca, donde se presentó a las secciones de dibujo y de escultura con el busto de Antoni Centellas y una composición de cinco nudo femeninos al VI Salón de Otoño. Continuó su carrera artística trabajando para particulares, hasta que en 1949 su marido fue nombrado director de la Oficina Española de Turismo a Roma, marchando a vivir en esta ciudad, en la cual permanecieron durante unos meses hasta que, antes de acabar el año, su esposo fue trasladado en La Habana. 
En 1961 volvieron a Tarragona. Con los años, la carrera artística de Maria Teresa, sin que se sepa el motivo, fue disminuyendo hasta que el último rastro de obra suya que se conoce pertenece a copias del natural y algunos dibujos que realizó durante su estancia a Roma y en La Habana. 
Se puede decir que la cronología correspondiente a la obra de esta artista es reducida si se compara con la de otros compañeros que empezaron con ella en el Taller-Escuela, pero, sin embargo, la suya es una obra sólida, caracterizada  por un cierto realismo, una obra en la cual se observa también la influencia de su maestro, Joan Rebull, y una obra que ha sido uno de los mejores ejemplos de los resultados del sistema de enseñanza del Taller-Escuela.
El Museu d'Art Moderno de Tarragona conserva una colección importante de esculturas y dibujos de esta artista.

## Exposiciones
- 1940: Exposición colectiva junto a Josep Busquets, Antoni Centellas, Josep Sarobé y Salvador Martorell, Club Deportivo de Valls.
- VI Salón de Otoño, Palma de Mallorca.